# Pierre Nioche
Aristide Pierre Hercule Nioche est un homme politique français né le 8 août 1820 à Loches (Indre-et-Loire) et décédé le 21 mai 1902 à Preuilly-sur-Claise (Indre-et-Loire)

## Biographie
Petit-fils de Pierre-Claude Nioche, avocat aux États-généraux et à la Convention, il est avocat au barreau de Loches. Candidat aux élections de 1848, il n'est pas élu. Opposant au second Empire, il est sous-préfet de Loches de septembre 1870 à février 1871. Il est représentant de l'Indre-et-Loire de 1872 à 1876, siégeant à gauche. Il ne se représente pas en 1876. En 1888, il est élu sénateur d'Indre-et-Loire, inscrit au groupe de la Gauche républicaine. Il meurt en fonction en 1902, non pas à son domicile de Bossay-sur-Claise comme l'indiquent certaines sources officielles, mais à Preuilly-sur-Claise.

## Sources
1. ↑   Etat Civil de Preuilly-sur-Claise, acte n°22, décès du 21 mai 1902, au domicile de son gendre le Dr Jules Durand, rue de Bordeaux - 6NUM8/189/042 Archives d'Indre-et-Loire - page 78

- « Pierre Nioche », dans Adolphe Robert et Gaston Cougny, Dictionnaire des parlementaires français, Edgar Bourloton, 1889-1891 [détail de l’édition]
- « Pierre Nioche », dans le Dictionnaire des parlementaires français (1889-1940), sous la direction de Jean Jolly, PUF, 1960 [détail de l’édition]